# Серра, Антонио
Антонио Серра (итал. Antonio Serra; XVI век, Козенца, Калабрия — XVII век, Неаполь) — итальянский философ и экономист XVII века, сторонник меркантилизма. Автор одного из первых трактатов по политической экономии: «Краткий трактат о средствах снабдить в изобилии золотом и серебром королевства, лишенные рудников драгоценных металлов».
Биография Серры, включая даты его рождения и смерти, практически неизвестна. Он вырос в городе Козенца, имел докторскую степень по теологии и праву, работал в Неаполе, занимаясь решением социальных и экономических проблем, возникающих в испанской системе наместничества. В 1613 году Серра был заключен в тюрьму в связи с его участием в заговоре с целью освобождения Южной Италии из-под испанского господства (в этой же попытке участвовал Томмазо Кампанелла). Тогда же появилась его уникальная научная работа опередившая свой век «Краткий трактат о средствах снабдить в изобилии золотом и серебром королевства, которые их не добывают» (итал. Breve trattato delle cavse che possono far abbondare li regni d’oro e d’argento dove non sono miniere), которую он посвятил графу Лемос, тогдашнему вице-королю Неаполя и выдающемуся меценату.
Только более века спустя, в эпоху Просвещения, одной из самых горячих и живых умов того времени, экономист Фердинандо Галиани (1728—1787), высоко оценил написанный трактат Антонио Серра, незаслуженно забытый современниками.
Серра проанализировал причины нехватки наличных денег в Неаполитанском королевстве и пути преодоления этой тенденции. Он первым сформулировал представление о балансе между рынком товаров и услуг и движением капитала, рекомендовал восполнять дефицит наличной монеты за счёт поощрения экспорта.
Он утверждал, что истинным источником национального благосостояния является не только наличие «золотых копей», или сырья, но развитое искусство, свобода в коммерции и торговле, ремесленничестве и в промышленном производстве, в мудром правительстве: другими словами, он настаивал на главенстве политического порядка и выверенных законов как фактора благосостояния народа и государства в целом.
Он предложил критерий: чтобы понять, какой из городов богаче, посмотрите на количество профессий его жителей, или, говоря современным языком, чем больше уровень разделения труда в экономической системе, тем большую добавленную стоимость она генерирует.

## Примечания

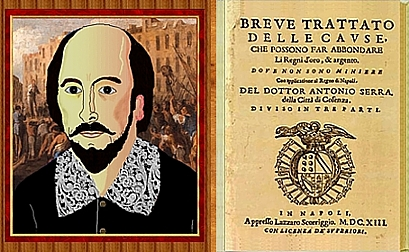